# Adi Standertskjöld
Carl August (Adi) Standertskjöld (den yngre). född 5 mars 1855 i Tula, Ryssland, död 7 mars 1935 i Helsingfors, var en finländsk friherre och industriman. Han var son till Carl August Standertskjöld (den äldre). 
Standertskjöld genomgick pagekåren i Sankt Petersburg och studerade 1873–1876 träförädling och papperstillverkning i Tyskland och Frankrike. Han ledde det av fadern grundade Ingerois träsliperi 1877–1880 och var chef för Ingerois träsliperi- och pappersbruks Ab 1881–1887. Han grundade 1889, som pionjär vid utvinning av vattenkraft ur Vuoksenälven, vid Räikkölä fors i Jäskis en fabrik för tillverkning av kartong och trämassa, som han gav namnet Enso Träsliperi Ab. Han ledde företaget, vid sekelskiftet 1900 ett av de största i branschen i Europa och kring vilket Enso industrisamhälle uppstod, framgångsrikt till 1911, då det uppgick i W. Gutzeit & Co. 
Standertskjöld drev som jordbrukare Kåiskala gård i Nastola 1880–1893 och Brödtorp i Pojo 1912–1916. Därefter var han bosatt i släktens hus vid Norra Kajen 4, ett centrum för societetslivet i Helsingfors på 1920- och 1930-talen. Han gifte sig 1876 med sin syssling Anna Matilda Augusta Standertskjöld, av adliga grenen. 